# خیال‌پردازی‌های عاشقانه
خیال‌پردازی‌های عاشقانه (اسپانیایی: Ensueños de Amor‎) که با نام رؤیاهای عاشقانه هم مشهور است، یک تابلوی نقاشی از هنرمند فیلیپینی و انقلابی، خوان لونا می‌باشد که در حدود سال ۱۸۹۰ طرح گردید، این نقاشی نشانگر همسر لونا یعنی ماریا دو لاپاز می‌باشد در حالتی که خوابیده است، این اثر با عنوان بخشی از مجموعهٔ هنر موزه لوپز نگهداری می‌گردد
ابعاد این اثر هنری (۱۰½ اینچ × ۱۲¾ اینچ) می‌باشد که بر روی پوششی از ورق‌های تخت رسم گردیده، رنگ غالب استفاده شده توسط لونا برای این نقاشی استفاده از رنگ سفید با خطوط تیره از رنگ‌های صورتی، سبز و آبی است، لونا با تکنیک استفاده از ضربه‌های سریع قلم‌مو (اصطلاحاً سکته‌ای) سعی در نمایش بیان خلق و خوی رویایی دارد.